# Panico (FRE, Xonous e Annalisa Minetti)
Panico è un singolo della cantautrice italiana Annalisa Minetti e del rapper italiano di origine nigeriana FRE e Xonous pubblicato il 25 ottobre 2024.

## Descrizione
Il singolo ha tra i suoi autori Grido (Luca Paolo Aleotti), Annalisa Minetti, Adesanya Francis, Emilio Munda, Claudia Nori, Leonardo Frezzotti. Il testo narra di una storia d'amore caratterizzata da un dialogo tra lui e lei, tra alti e bassi.

## Tracce
1. Panico – 3:20 (Luca Paolo Aleotti, Annalisa Minetti, Adesanya Francis, Emilio Munda, Claudia Nori, Leonardo Frezzotti)